# Juan Manuel Restrepo
Juan Manuel Restrepo (Medellín, Antioquia, Colombia; 26 de septiembre de 1997) es un actor de televisión, cantante y modelo colombiano.

## Carrera profesional
Restrepo debutó en la televisión con la serie  La Reina Del Flow  (2018) en donde interpretó inicialmente a la versión joven y en flashbacks del personaje Charly Cruz, más conocido como Charly Flow, personaje interpretado originalmente por Carlos Torres y a Erick Cruz, hijo de Charly y Yeimy, esta última interpretada por Carolina Ramírez.Desde entonces ha participado en varias series y telenovelas de distintas cadenas de televisión como Un bandido honrado (2019) y  La Cuadra (2019) .
Obtuvo un rol principal en la serie de Caracol y que igualmente es distribuida por Netflix, Los Briceño (2019). Además se integró al elenco principal de la segunda temporada de la telenovela, Pasión de gavilanes (2022). participó en la primera temporada de la serie de Prime Video, Primate (2022). Y posteriormente participa en el programa de HBO Max Bake Off Celebrity, el gran pastelero: Colombia (2022).

## Filmografía

### Televisión
| Año       | Título                        | Personaje                                              | Canal              |
| --------- | ----------------------------- | ------------------------------------------------------ | ------------------ |
| 2013      | Chica vampiro                 | Luis                                                   | RCN Televisión     |
| 2014      | Reina de corazones            | José Paiscano                                          | Telemundo          |
| 2014      | La viuda negra                |                                                        | Univision          |
| 2015      | ¿Quién mató a Patricia Soler? | Miguel Tobón                                           | RCN Televisión     |
| 2018-2021 | La reina del flow             | Carlos Cruz Martínez "Charly Flow" (joven)             | Caracol Televisión |
| 2018-2021 | La reina del flow             | Erik Mateo Cruz Montoya "Pez Koi" / Erik Cruz Martínez | Caracol Televisión |
| 2019      | La Cuadra                     | Tyron                                                  | Teleantioquia      |
| 2019      | Un bandido honrado            | Augusto Vélez Ruiz "Tuto"                              | Caracol Televisión |
| 2019      | Los Briceño                   | Fabián Molano "Peluche"                                | Netflix            |
| 2022      | Pasión de gavilanes           | León Reyes Elizondo                                    | Telemundo          |
| 2022      | Noticia de un secuestro       | Alberto Villamizar (joven)                             | Amazon Prime Vídeo |
| 2022      | Primate                       | Sammy                                                  | Amazon Prime Vídeo |
| 2023      | Manes                         | Simón García "El Casado"                               | Amazon Prime Vídeo |

### Programas
| Año  | Título                                          | Rol                     | Canal   |
| ---- | ----------------------------------------------- | ----------------------- | ------- |
| 2022 | Bake Off Celebrity, el gran pastelero: Colombia | El mismo (Participante) | HBO Max |